# 金属辅助化学蚀刻

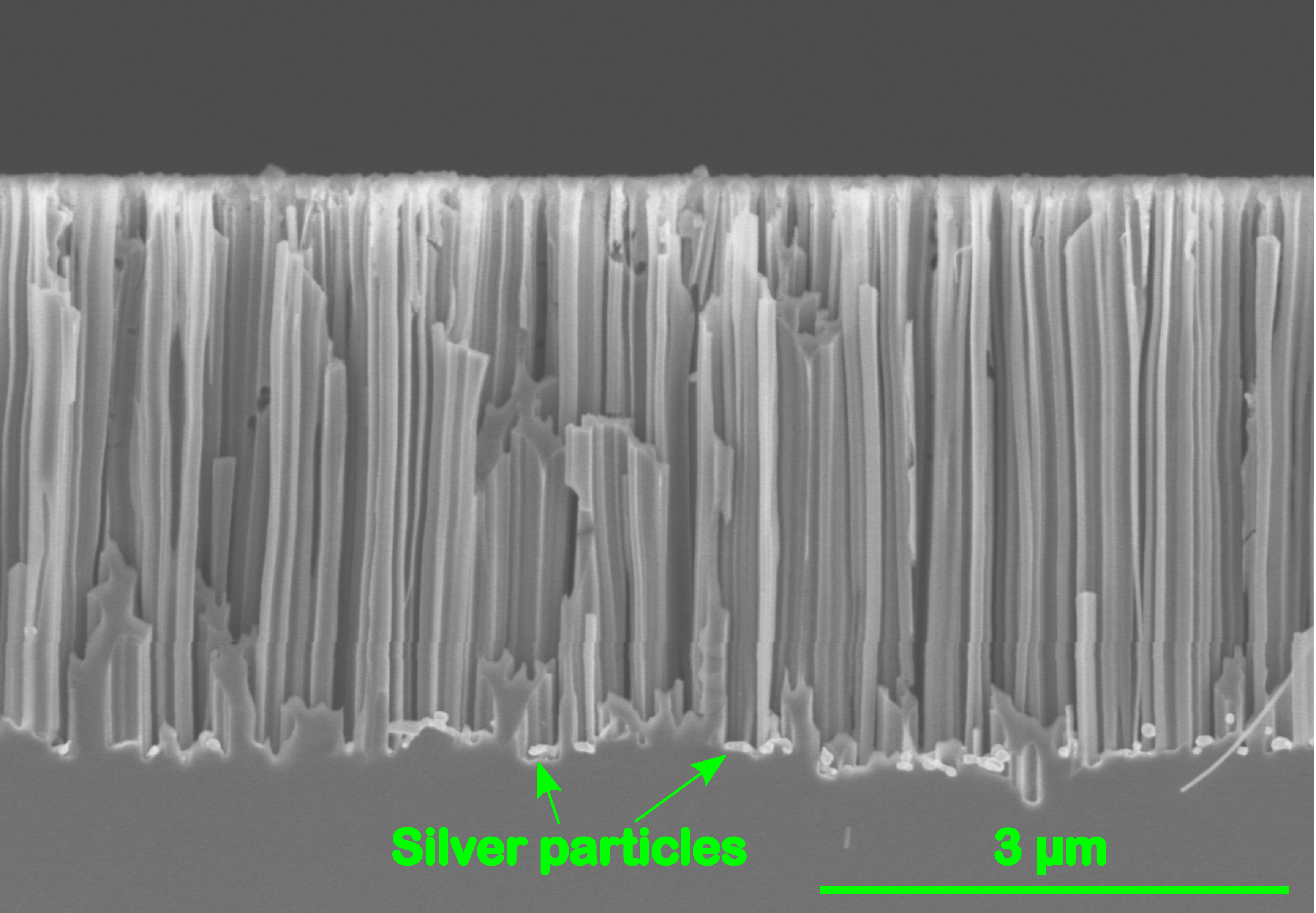
金属辅助化学刻蚀后的硅片横截面图。由于最初沉积在表面的银纳米粒子，硅的溶解速率在局部区域得到增强。最终，银纳米粒子“沉降”到硅片内部，留下柱状孔洞。

金属辅助化学刻蚀（Metal Assisted Chemical Etching，简称MACE）是一种利用金属催化剂对半导体（主要为硅）进行湿法化学蚀刻的工艺。通常，将金属以薄膜或纳米粒子的形式沉积在半导体表面，随后将该金属覆盖的半导体浸入含有氧化剂和氢氟酸的刻蚀溶液中。在这一过程中，金属催化剂促进氧化剂的还原反应，从而加速硅的溶解。在大多数研究中，这种溶解速率的提升具有空间限制性，即仅在金属粒子附近的区域刻蚀速率显著增加。这一效应最终会在半导体内部形成垂直方向的直孔结构。因此，通过在半导体表面预先设计金属图案，可以将该图案直接转移至基底之中。

## 发展历史
MACE是半导体工程领域中的一项相对较新的技术，目前尚未广泛应用于工业生产。最早的MACE实验是在部分被铝覆盖的硅片上进行的，该硅片被浸入刻蚀溶液后，其刻蚀速率明显高于未覆盖金属的裸硅片。这一初步尝试常被称为电化学刻蚀（galvanic etching），而非现代意义上的金属辅助化学刻蚀。
后续研究发现，将一层贵金属薄膜沉积在硅片表面同样可以局部提高刻蚀速率。特别地，人们观察到，当样品浸入含氧化剂与氢氟酸的刻蚀液中时，贵金属颗粒会逐渐“下沉”进入硅基体中。这一方法现已广泛称为硅的金属辅助化学刻蚀。除了硅之外，其他半导体材料如碳化硅和氮化鎵也被成功地应用于MACE工艺。但现阶段的研究主要集中于硅材料的刻蚀。
研究表明，多种金属材料均可在 MACE 过程中充当催化剂，包括贵金属如金、铂、钯和银，以及一些卑金屬如铁、镍、铜和铝。

## 理论

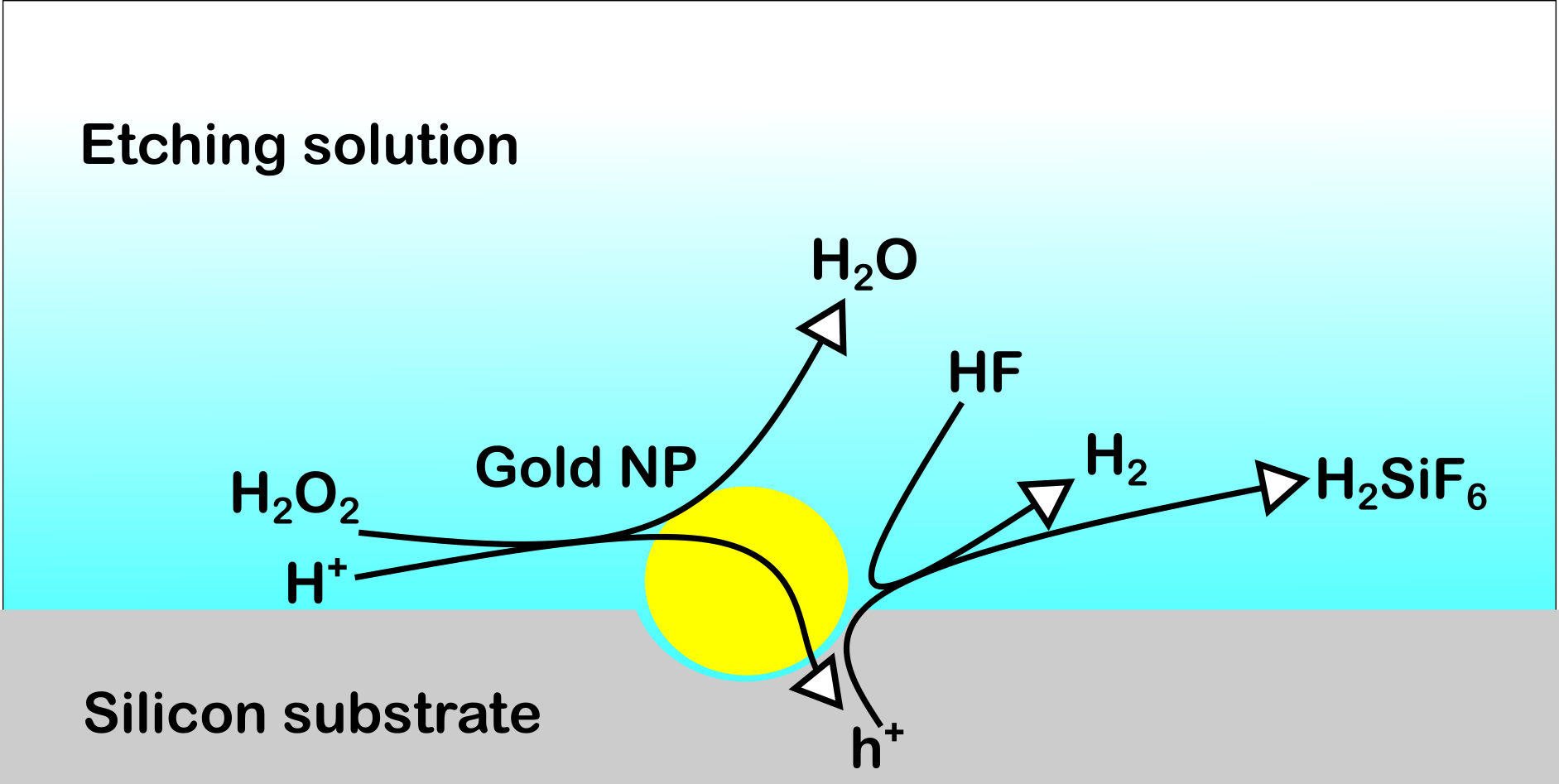
金属辅助化学刻蚀机制示意图：在贵金属纳米粒子（此处为金）的表面，氧化剂（此处为过氧化氢）的还原反应被催化。由于该反应的发生，空穴（h⁺）被注入至硅基底的价带中。这些空穴削弱了硅与刻蚀液界面处的化学键，从而促使氢氟酸对基底的刻蚀作用得以进行。

MACE的一些原理已被科学界普遍接受，而另一些仍在研究讨论中。普遍认可的观点是，贵金属粒子催化了氧化剂的还原反应，从而使金属粒子带有多余的正电荷，并最终将这些正电荷转移至硅基底。在半导体中，这些正电荷表现为价带中的空穴（h+），从化学角度看则可视为由于电子的移除导致的Si–Si键弱化。这些被削弱的化学键可被HF或H2O等亲核试剂攻击，导致贵金属粒子周围区域的硅基底发生溶解。
从热力学角度看，MACE过程之所以能够进行，是因为所用氧化剂（如过氧化氢或高锰酸钾）对应的氧化还原对的电位低于硅价带边的电化学能级。换言之，刻蚀液中的电子电化学势（因氧化剂存在而降低）低于硅中电子的电化学势，因此电子会自硅中转移出去。正电荷的积累最终促使氢氟酸对硅基底的刻蚀发生。
MACE涉及多个化学反应过程。在金属粒子表面，氧化剂被还原。以过氧化氢为例，其还原反应可表示为：
H
2O
2 + 2 H+
  →  2 H
2O + 2 h+

产生的空穴（h+）随后被消耗于硅的溶解过程中。尽管溶解反应可能有多种形式，以下为其中一种代表性反应：
Si + 6 HF + 4 h+
  →  SiF
62-
 + 6 H+

目前对MACE机制仍有一些不确定性。例如，上述模型假设金属粒子需与硅基底保持接触，但这与刻蚀液存在于金属粒子下方的情况有所矛盾。对此，有研究提出，MACE过程中可能存在金属的溶解与再沉积现象。具体而言，金属粒子的一部分金属离子可能被氧化溶解，随后在硅表面通过还原反应重新沉积。如此一来，金属粒子（或更大的贵金属薄膜）既可部分与基底保持接触，又可在金属下方实现刻蚀。
在直孔附近，实验还观察到存在一个位于孔隙间的微孔结构区域。一般认为，这是由于部分空穴从金属粒子扩散至远离其表面的区域，并在那里引发了刻蚀作用。此类现象的出现依赖于基底的掺杂类型以及所使用的贵金属粒子类型。因此，有学者提出该微孔结构的形成与金属/硅界面所形成的势垒类型有关。若存在能带上弯（upward band bending），耗尽层中的电场将指向金属，空穴无法向硅内部扩散，故不会形成微孔结构。若存在能带下弯（downward band bending），空穴可进入硅体材料内部并导致远离界面的区域也发生刻蚀。

## MACE实验流程

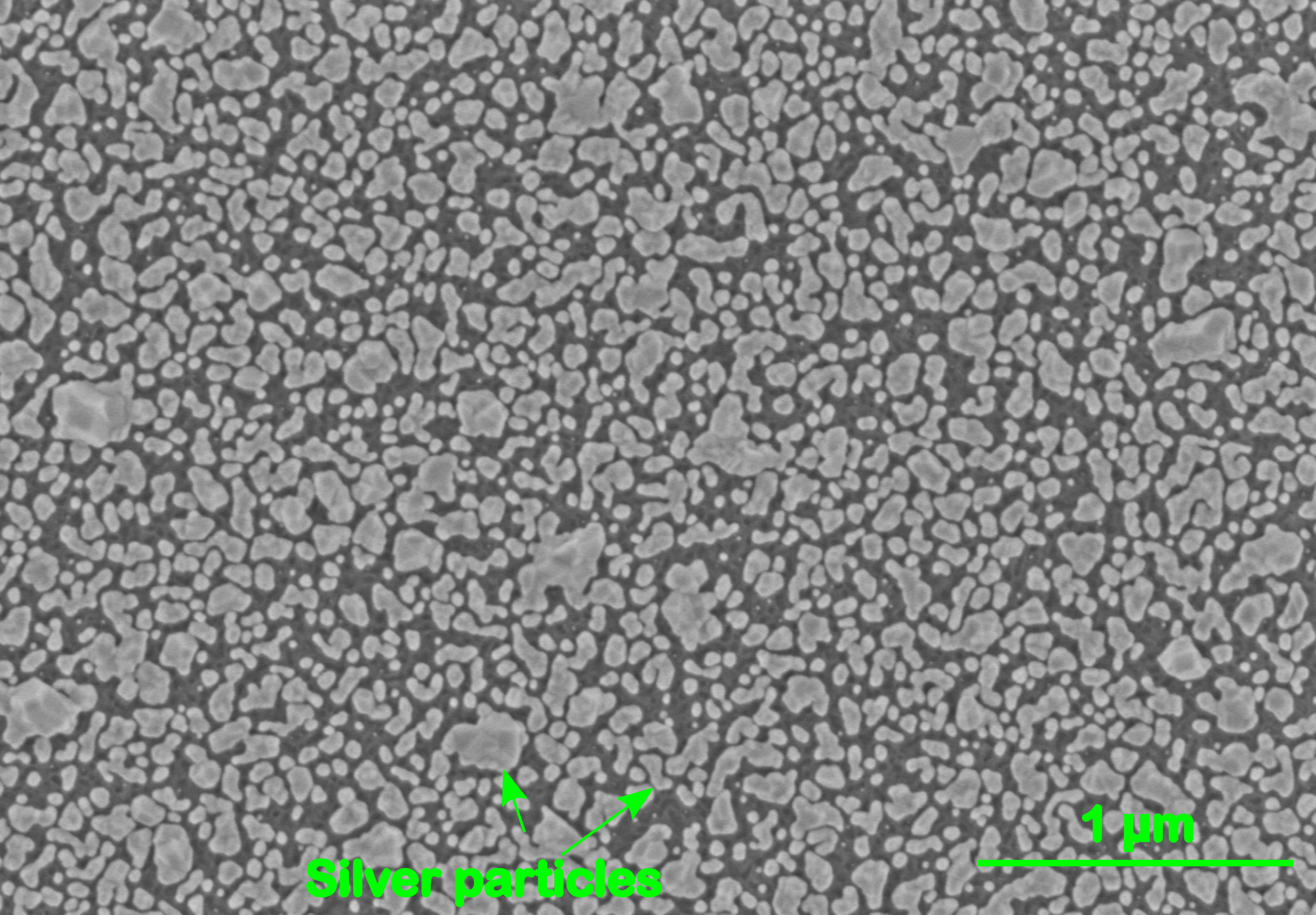
在含硝酸银与氢氟酸的溶液中浸泡后，硅片表面生成银纳米粒子。

如上所述，MACE工艺需要在硅基底表面沉积金属粒子或金属薄膜。这可以通过溅射沉积或热蒸发等方法实现。若想从连续薄膜中获得粒子，可采用热退火诱导的薄膜破裂（thermal dewetting）技术。此类沉积工艺还可结合光刻技术，实现仅在特定区域沉积金属。由于MACE是一种各向异性刻蚀工艺（仅在特定方向上进行刻蚀），预设计的金属图案可直接转印到硅基底中。另一种常见的金属沉积方式是化学镀，即通过贵金属离子在硅表面进行还原反应沉积金属粒子或薄膜。由于贵金属氧化还原对的电位低于硅的价带边，金属离子可从硅中提取电子（或注入空穴），从而在硅表面生成金属。最终，在完成金属沉积后，将样品浸入含有氢氟酸和氧化剂的刻蚀液中。只要氧化剂与酸未被完全消耗，或样品未被取出，刻蚀反应将持续进行。

## MACE应用

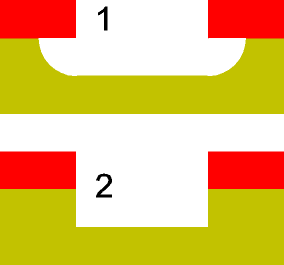
硅基底刻蚀方式的示意图：硅基底表面覆盖有一层保护层（红色）。1：湿法化学刻蚀通常表现为各向同性刻蚀；2：气相刻蚀方法可以实现各向异性刻蚀，但成本较高。

MACE 受到广泛研究的原因在于它能够实现完全各向异性的硅基底刻蚀，而这是其他传统湿法化学刻蚀方法所无法做到的。通常，在将硅基底浸入刻蚀液之前，会先在其表面覆盖一层保护材料，如光刻胶。然而，湿法刻蚀液在刻蚀时并无方向选择性，因此刻蚀过程往往是各向同性的。然而，在半导体工艺中，常常需要刻蚀出侧壁陡直的沟槽结构。这种需求通常借助气相工艺实现，如反应离子刻蚀，但这类工艺所需设备昂贵。而相比之下，MACE理论上也可以实现类似的陡直沟槽刻蚀，同时设备简单、成本低廉，因此具有极高的应用潜力。

### 多孔硅
金属辅助化学蚀刻可以生产具有光致发光的多孔硅。 
通过金属辅助化学刻蚀可以制备具有光致发光性能的多孔硅材料。

### 黑硅
黑硅是经过表面改性的硅，是一种多孔硅。有几部作品使用 MACE 技术获取黑硅。黑硅的主要应用是太阳能。  
黑硅是一种表面经过改性、具备特殊光学性能的多孔硅。已有多项研究采用MACE技术来制备黑硅。黑硅的主要应用领域是太阳能。

### 黑砷化镓
采用MACE工艺还可以制备具有光俘获能力的黑砷化镓材料。